# Bobla
Bobla är en ort i Azerbajdzjan.   Den ligger i distriktet Lerik Rayonu, i den södra delen av landet, 220 km sydväst om huvudstaden Baku. Bobla ligger 486 meter över havet och antalet invånare är 490.
Terrängen runt Bobla är huvudsakligen kuperad, men västerut är den bergig. Runt Bobla är det ganska tätbefolkat, med 120 invånare per kvadratkilometer.. Närmaste större samhälle är Lankaran, 17,6 km öster om Bobla. 
I omgivningarna runt Bobla växer i huvudsak blandskog.